# Sam Elliott
Samuel Pack Elliott (Sacramento, 9 agosto 1944) è un attore statunitense.
Noto caratterista, associato soprattutto ai western, nel corso della sua carriera ha ottenuto una candidatura all'Oscar al miglior attore non protagonista per A Star Is Born (2018).
Altri suoi ruoli noti al grande pubblico sono quelli dei film Il duro del Road House (1989), Tombstone (1993), Il grande Lebowski (1998), Hulk (2003), Ghost Rider (2007) e Nei miei sogni (2015).

## Biografia
Elliott è nato a Sacramento, in California. Durante l'adolescenza si è trasferito con la sua famiglia (il padre morì nel 1966) dalla California all'Oregon, dove si è diplomato alla David Douglas High School. È stato un membro della confraternita Sigma Alpha Epsilon durante i suoi studi di Inglese e Psicologia all'Università dell'Oregon, presto interrotti in favore di un corso biennale in materie artistiche al Clark College di Vancouver, nello Stato di Washington, concluso con la laurea nel 1965. Dopo una nuova iscrizione all'Università dell'Oregon, Elliott l'ha abbandonata nuovamente per trasferirsi, contro lo scettico volere paterno, a Los Angeles, lavorando nelle costruzioni durante i suoi studi di recitazione. Ha vissuto per un breve periodo anche a Princeton, in Virginia Occidentale.
Elliott ha iniziato la sua carriera come attore caratterista, ma la sua immagine è naturalmente associata al western. Infatti, il ruolo del suo debutto nel cinema fu una piccola parte (giocatore di carte numero 2) nel film del Butch Cassidy (1969). Negli anni 1970-1971, ha interpretato Doug Robert nella serie tv Missione impossibile e più tardi l'assassino della moglie nella miniserie Murder in Texas (1981) e A Death in California (1986). È apparso come ospite in serie come Felony Squad, Gunsmoke, Lancer e Hawaii Squadra Cinque Zero e in film per la tv: ha interpretato Wild Bill Hickok in Buffalo Girls (1995). Nel 1998 è stato nominato grand marshall alla parata di Calgary Stampede e ha diretto la sfilata davanti a 300.000 spettatori.
Il giovane Elliott è stato spesso ingaggiato per il suo aspetto virile. Nei suoi film iniziali - I formidabili, Frogs, Molly and Lawless John - ha recitato una serie di scene senza camicia. Nel 1975, in Lifeguard, appare in gran parte della pellicola indossando niente più che un paio di calzoncini da bagno. In Il testamento (1978), ha tolto tutti i vestiti per una scena di nudo. Infine nel 2003, quasi sessantenne, dimostra ancora il suo sex appeal quando si spoglia fino alla vita per una scena di Off the Map.
Di tanto in tanto si può sentire la voce di Elliott come narratore di messaggi pubblicitari; in passato ha prestato la sua voce a molte campagne pubblicitarie ed è divenuto la voce dell'American Beef Council dopo la morte di Robert Mitchum. Si ricorda anche la sua partecipazione come attore nel film Ghost Rider (2007), in cui interpreta Carter Slade/Ghost Rider. Nel 2019 ha ottenuto la sua prima candidatura agli Oscar come miglior attore non protagonista per il film A Star Is Born.

## Vita privata
È sposato dal 1984 con l'attrice Katharine Ross, che conobbe nel 1969 sul set di Butch Cassidy (nel quale Elliott aveva un piccolo ruolo). I due non si reincontrarono fino al 1978, quando entrambi recitarono (insieme a Roger Daltrey) nel film Il testamento; iniziarono quindi la loro relazione, da cui nel 1984 nacque la figlia Cleo Rose.

## Filmografia

### Attore

#### Cinema
- Butch Cassidy (Butch Cassidy and the Sundance Kid), regia di George Roy Hill (1969)
- I formidabili (The Games), regia di Michael Winner (1970)
- Frogs, regia di George McCowan (1972)
- Molly and Lawless John, regia di Gary Nelson (1972)
- Il bagnino (Lifeguard), regia di Daniel Petrie (1976)
- Il testamento (The Legacy), regia di Richard Marquand (1978)
- Dietro la maschera (Mask), regia di Peter Bogdanovich (1985)
- Fatal Beauty, regia di Tom Holland (1987)
- Un poliziotto in blue jeans (Shakedown), regia di James Glickenhaus (1988)
- Il duro del Road House (Road House), regia di Rowdy Herrington (1989)
- La renna (Prancer), regia di John D. Hancock (1989)
- Scappatella con il morto (Sibling Rivalry), regia di Carl Reiner (1990)
- Effetto allucinante (Rush), regia di Lili Fini Zanuck (1991)
- Gettysburg, regia di Ronald F. Maxwell (1993)
- Tombstone, regia di George Pan Cosmatos (1993)
- Sentieri disperati (The Desperate Trail), regia di P. J. Pesce (1995)
- The Final Cut, regia di Roger Christian (1996)
- Dog Watch, regia di John Langley (1997)
- Il grande Lebowski (The Big Lebowski), regia di Joel Coen (1998)
- Hi-Lo Country (The Hi-Lo Country), regia di Stephen Frears (1998)
- The Contender, regia di Rod Lurie (2000)
- Pretty When You Cry, regia di Jack N. Green (2001)
- We Were Soldiers - Fino all'ultimo uomo (We Were Soldiers), regia di Randall Wallace (2002)
- Off The Map, regia di Campbell Scott (2003)
- Hulk, regia di Ang Lee (2003)
- Thank You for Smoking, regia di Jason Reitman (2005)
- The Alibi, regia di Matt Checkowski, Kurt Mattila (2006)
- Ghost Rider, regia di Mark Steven Johnson (2007)
- La bussola d'oro (The Golden Compass), regia di Chris Weitz (2007)
- Tra le nuvole (Up in the Air), regia di Jason Reitman (2009)
- Che fine hanno fatto i Morgan? (Did You Hear About the Morgans?), regia di Marc Lawrence (2009)
- The Big Bang, regia di Tony Krantz (2011)
- La regola del silenzio - The Company You Keep (The Company You Keep), regia di Robert Redford (2012)
- Draft Day, regia di Ivan Reitman (2014)
- Un tranquillo weekend di mistero (Digging for Fire), regia di Joe Swanberg (2015)
- Nei miei sogni (I'll See You in My Dreams), regia di Brett Haley (2015)
- Grandma, regia di Paul Weitz (2015)
- The Hero - Una vita da eroe (The Hero), regia di Brett Haley (2017)
- L'uomo che uccise Hitler e poi il Bigfoot (The Man Who Killed Hitler and Then the Bigfoot), regia di Robert D. Krzykowski (2018)
- A Star Is Born, regia di Bradley Cooper (2018)

#### Televisione
- Squadra speciale anticrimine (The Felony Squad) – serie TV, episodi 3x05-3x09-3x14 (1968-1969)
- La terra dei giganti (Land of the Giants) – serie TV, 1 episodio (1969)
- F.B.I. (The F.B.I.) – serie TV, 1 episodio (1969)
- Lancer – serie TV, 3 episodi (1969-1970)
- Bracken's World – serie TV, 1 episodio (1970)
- The Challenge, regia di George McCowan e Alan Smithee – film TV (1970)
- Assault on the Wayne – film TV (1971)
- Missione impossibile (Mission: Impossible) – serie TV, 13 episodi (1970-1971)
- Gunsmoke – serie TV, 1 episodio (1972)
- Mod Squad, i ragazzi di Greer (The Mod Squad) – serie TV, 1 episodio (1972)
- Mannix – serie TV, 1 episodio (1973)
- Hawkins – serie TV, 1 episodio (1973)
- Los Angeles quinto distretto di polizia (The Blue Knight) – film TV (1973)
- Le strade di San Francisco (The Streets of San Francisco) – serie TV, episodio 2x21 (1974)
- Doc Elliot – serie TV, 1 episodio (1974)
- Evel Knievel – serie TV (1974)
- Il cacciatore (The Manhunter) – serie TV, 1 episodio (1974)
- Hawaii Squadra Cinque Zero (Hawaii Five-O) – serie TV, 1 episodio (1974)
- I Will Fight No More Forever, regia di Richard T. Heffron – film TV (1975)
- Pepper Anderson - Agente speciale (Police Woman) – serie TV, 1 episodio (1975)
- Militari di carriera (Once an Eagle) – miniserie TV (1976)
- Aspen – miniserie TV (1977)
- The Sacketts – miniserie TV (1979)
- Ovest selvaggio (Wild Times) – miniserie TV (1980)
- Murder in Texas – film TV (1981)
- Ombre a cavallo (The Shadow Riders), regia di Andrew V. McLaglen – film TV (1982)
- Travis McGee, regia di Andrew V. McLaglen – film TV (1983)
- Yellow Rose (The Yellow Rose) – serie TV, 2 episodi (1983-1984)
- A Death in California – serie TV, 2 episodi (1985)
- The Blue Lightning, regia di Lee Philips – film TV (1986)
- Houston: The Legend of Texas, regia di Peter Levin – film TV (1986)
- Il vivo e il morto (The Quick and the Dead), regia di Robert Day – film TV (1987)
- Conagher, regia di Reynaldo Villalobos – film TV (1991)
- Fugitive Nights: Danger in the Desert – film TV (1993)
- Buffalo Girls – film TV (1995)
- The Ranger, the Cook and a Hole in the Sky - film TV (1995)
- Blue River, regia di Larry Elikann – film TV (1995)
- Senza scelta – serie TV (1996)
- Rough Riders, regia di John Milius – miniserie TV (1997)
- Texarkana – film TV (1998)
- You Know My Name, regia di John Kent Harrison – film TV (1999)
- A prova di errore (Fail Safe), regia di Stephen Frears – film TV (2000)
- Avenger, regia di Robert Markowitz – film TV (2006)
- Miracolo a novembre (November Christmas), regia di Robert Harmon – film TV (2010)
- Parks and Recreation – serie TV, 3 episodi (2013-2015)
- Justified – serie TV, 12 episodi (2015)
- The Ranch – serie TV, 60 episodi (2016-2020)
- Grace and Frankie – serie TV, 4 episodi (2016)
- 1883 – miniserie TV, 10 puntate (2021-2022)

### Doppiatore
- Barnyard - Il cortile (Barnyard), regia di Steve Oedekerk (2006)
- Sansone (Marmaduke), regia di Tom Dey (2010)
- Il viaggio di Arlo (The Good Dinosaur), regia di Peter Sohn (2015)
- Rock Dog, regia di Ash Brannon (2016)
- Lilli e il vagabondo (Lady and the Tramp), regia di Charlie Bean (2019)
- I Griffin (Family Guy) – serie TV, 5 episodi (2019-2021)

### Produttore
- Conagher, regia di Reynaldo Villalobos – film TV (1991) – produttore
- You Know My Name, regia di John Kent Harrison – film TV (1999) – produttore esecutivo

### Colonne sonore
- Barnyard - Il cortile (Barnyard), regia di Steve Oedekerk  (2006)

### Sceneggiatore
- Conagher, regia di Reynaldo Villalobos – film TV (1991)

## Doppiatori italiani
Nelle versioni in italiano delle opere in cui ha recitato, Sam Elliott è stato doppiato da:
- Raffaele Uzzi in Yellow Rose, Dietro la maschera, Il duro del Road House, Effetto allucinante
- Paolo Buglioni in Thank You for Smoking, Tra le nuvole, The Ranch, 1883
- Luciano De Ambrosis in Butch Cassidy, Hi-Lo Country, Che fine hanno fatto i Morgan?
- Michele Kalamera in Frogs, We Were Soldiers - Fino all'ultimo uomo, The Alibi
- Ennio Coltorti in Hulk, La bussola d'oro, La regola del silenzio - The Company You Keep
- Andrea Lala in Missione impossibile
- Rino Bolognesi in Ombre a cavallo
- Glauco Onorato in Un poliziotto in blue jeans
- Rodolfo Bianchi in Le due facce della giustizia
- Alessandro Rossi in Scappatella con il morto
- Raffaele Farina in Gettysburg
- Dario Penne in Tombstone
- Carlo Valli in Un amore senza speranza
- Franco Zucca ne Il grande Lebowski
- Sandro Iovino in The Contender
- Mario Zucca in A prova di errore
- Stefano De Sando in Avenger
- Angelo Nicotra in Ghost Rider
- Paolo Marchese in Parks and Recreation
- Edoardo Siravo in Miracolo a novembre
- Michele Gammino in Justified
- Eugenio Marinelli in Draft Day
- Domenico Crescentini in Un tranquillo weekend di mistero
- Gino La Monica in Nei miei sogni
- Silvio Anselmo in Grace and Frankie (ep. 2x04)
- Bruno Alessandro in Grace and Frankie
- Alarico Salaroli in The Hero - Una vita da eroe
- Cesare Rasini in L'uomo che uccise Hitler e poi il Bigfoot
- Gianni Giuliano in A Star Is Born

Da doppiatore è sostituito da:
- Massimo Corvo in Barnyard - Il cortile, Il viaggio di Arlo, Lilli e il vagabondo
- Alessandro Rossi in Sansone, I Griffin (sé stesso)
- Roberto Fidecaro ne I Griffin (Wild West)[1]
- Dario Penne in Rock Dog

## Riconoscimenti
- Premio Oscar
  - 2019 - Candidatura al miglior attore non protagonista per A Star Is Born
- Premio Emmy
  - 1995 - Candidatura al miglior attore non protagonista in una miniserie per Buffalo Girls
  - 2013 - Candidatura al miglior doppiatore per Robot Chicken
- Golden Globe
  - 1992 - Candidatura al miglior attore in una miniserie per Conagher
  - 1996 - Candidatura al miglior attore non protagonista in una miniserie per Buffalo Girls
- Screen Actors Guild Award
  - 2019 - Candidatura al miglior attore non protagonista per A Star Is Born
  - 2019 - Candidatura al miglior cast cinematografico per A Star Is Born
  - 2023 - Miglior attore in una serie o miniserie per 1883
- Critics' Choice Awards
  - 2001 - Alan J. Pakula Award per The Contender
  - 2019 - Candidatura al miglior attore non protagonista per A Star Is Born
- Critics' Choice Television Award
  - 2015 - Miglior attore guest in una serie drammatica per Justified
- Satellite Award
  - 2019 - Candidatura al miglior attore non protagonista per A Star Is Born